# Passerina caerulea
Il beccogrosso azzurro (Passerina caerulea Linnaeus, 1758) è un uccello della famiglia Cardinalidae diffuso in varie parti del continente americano.

## Descrizione

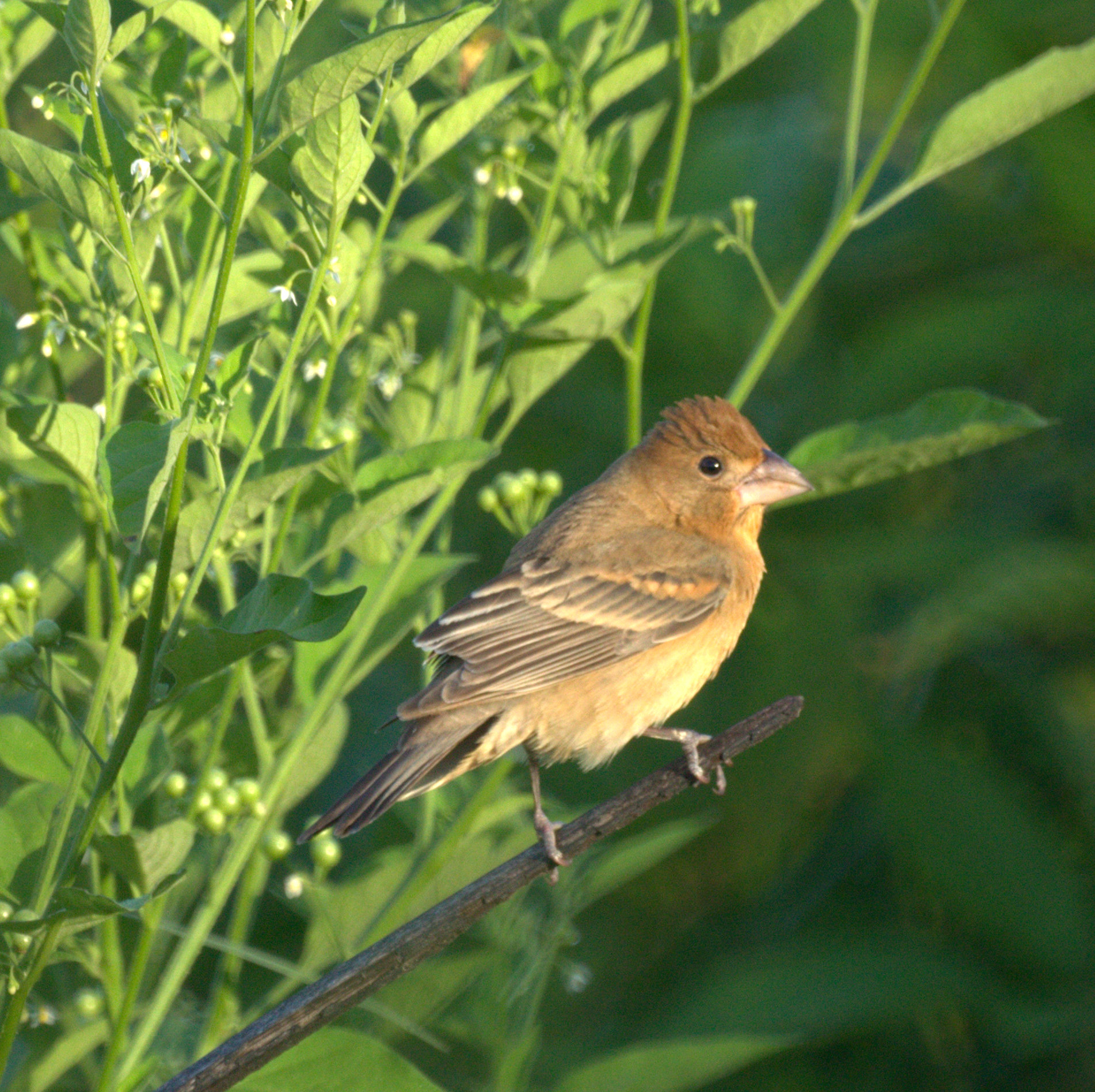
Femmina di P. caerulea

Il beccogrosso azzurro misura circa 17 cm di lunghezza e presenta un accentuato dimorfismo sessuale. Il maschio ha una colorazione azzurro brillante con coda e barre alari marroni e alcune parti del capo di colore nero, mentre la colorazione dell femmina è assai più smorzata, spaziando dai toni del bruno a quelli del marrone.

## Biologia
Si nutre di una grande varietà di semi (il becco robusto consente anche l'apertura dei semi più duri), insetti e frutti. Nidifica su cespugli o alberi e il nido, a forma di coppa, è costituito da erbe e rametti.

## Distribuzione e habitat
È un uccello migratore che passa l'inverno in una vasta area compresa tra Stati Uniti meridionali, Caraibi e America centrale; la nidificazione avviene invece in Messico e in gran parte del territorio statunitense. È piuttosto comune ai margini delle aree boschive.